# Я люблю тебе до смерті
«Я люблю тебе до смерті» («I Love You to Death») — американська чорна комедія 1990 року, знята режисером Лоуренсом Кезданом.

## Сюжет
Американця італійського походження, власника піцерії, важко назвати доброчесним чоловіком. До певного часу йому вдається приховувати від дружини свої любовні пригоди. Але все таємне стає очевидним. І в пориві ревнощів, ошукана дружина робить кілька спроб отруїти, застрелити та підірвати невірного чоловіка.

## У ролях
- Кевін Клайн — Джоуї Бока
- Трейсі Ульман — Розалі Бока
- Джоан Плаурайт — Надя, мати Розалі
- Рівер Фенікс — Дево Нод
- Вільям Герт — Гарлан Джеймс
- Кіану Рівз — Марлон Джеймс
- Джеймс Геммон — лейтенант Ларрі Шхунер
- Джек Келер — сержант Карлос Вайлі
- Вікторія Джексон — Лейсі
- Міріам Маргуліс — мати Джоуї
- Елісон Портер — Карла Бока
- Джон Кездан — Домінік Бока
- Гізер Грем — Бріджет
- Ширі Епплбі — Міллі, дівчина в парку
- Фібі Кейтс — дівчина на дискотеці
- Лоуренс Кездан — адвокат Діво
- Кетлін Йорк — Дьюї Браун

## Знімальна група
- Режисер — Лоуренс Кездан
- Сценарист — Джон Костмайєр
- Оператор — Оуен Ройзман
- Композитор — Джеймс Горнер
- Продюсери — Майкл Грілло, Джон Костмайєр, Джеффрі Лурі, Джон П. Марш, Рон Молер, Чарльз Окун, Лоурен Вайсман, Патрік Веллс